# Pia de' Tolomei (film 1910)
Pia de' Tolomei è un film del 1910 diretto da Gerolamo Lo Savio.
Lo svolgimento del film è ispirato al celebre V canto del Purgatorio scritto da Dante Alighieri.

## Trama
Nel Purgatorio Dante incontra la figura di Pia de' Tolomei, giovane maremmana sposata con il nobile Nello dei Pannocchieschi e morta per opera del coniuge a causa della sua infedeltà.